# Asamoah Gyan
Asamoah Gyan (født 22. november 1985 i Accra, Ghana) er en ghanesisk fodboldspiller, der spiller som angriber hos Kayserispor i Tyrkiet.Tidligere har han optrådt for blandt andet Udinese og Modena FC i Italien, den ghanesiske klub Liberty Professionals og Rennes FC i Frankrig samt for Premier League-klubben Sunderland.

## Landshold
Gyan har (pr. marts 2018) spillet hele 105 kampe og scoret 51 mål for Ghanas landshold, som han debuterede for i 2003. Han har repræsenteret sit land ved både VM i 2006 i Tyskland, samt Africa Cup of Nations i 2008 og 2010.